# Deutsche Botschaft Port-au-Prince
Die Deutsche Botschaft Port-au-Prince ist die diplomatische Vertretung der Bundesrepublik Deutschland in der Republik Haiti. Sie ist seit Juni 2023 angesichts der prekären Sicherheitslage in der Hauptstadt geschlossen. Am 10. März 2024 reiste Botschafter Peter Sauer Richtung Dominikanische Republik aus.

## Lage und Gebäude

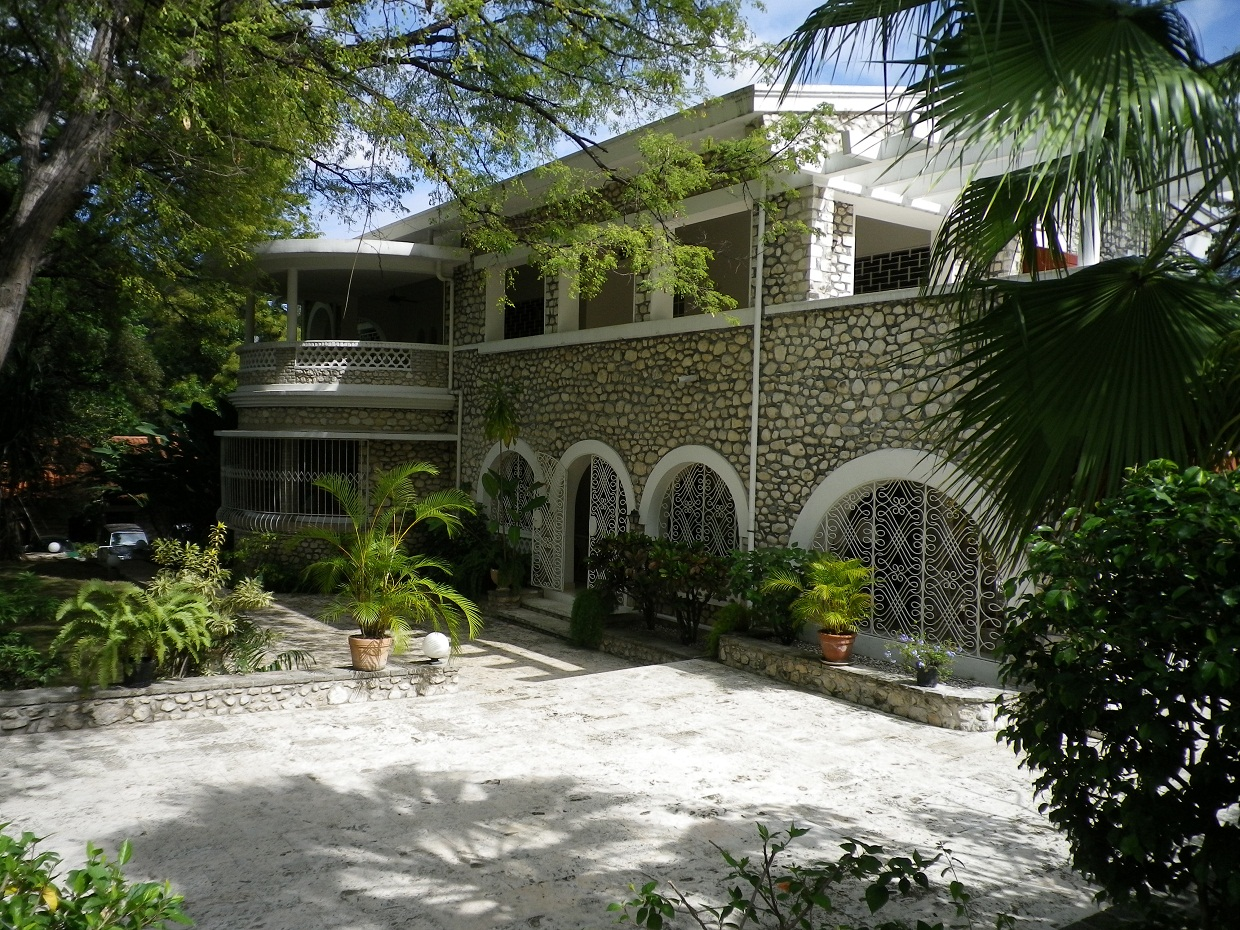
Residenz des Botschafters in Port-au-Prince (2011)

Die Botschaft befindet sich in der Stadt Pétionville, die ebenso wie Carrefour, Delmas, Cité Soleil und Croix-des-Bouquets mit der haitianischen Hauptstadt Port-au-Prince zusammengewachsen ist. Pétionville liegt südwestlich des Zentrums und höher als das eigentliche Port-au-Prince an der Straße nach Kenscoff auf dem Bergrücken von Furcy. Die Straßenadresse lautet:  2, Impasse Claudinette, Bois Moquette, Pétion-Ville, Département Ouest, Haiti.
Der Amtssitz des Präsidenten mit umliegenden Ministerien am Champ de Mars ist zentral knapp 10 km östlich gelegen. Zum gut 10 km nördlich gelegenen internationalen Flughafen von Port-au-Prince (Aéroport international Toussaint Louverture) sollte eine Fahrtzeit von einer Stunde eingeplant werden, da die Straßenverhältnisse und die Verkehrslage zumeist rasches Vorankommen hindern. Der über die Nationalstraße Nr. 8 erreichbare, nächstgelegene Grenzübergang in die Dominikanische Republik bei Malpasse bzw. Jimani ist 56 km westlich gelegen; eine Fahrtzeit von drei Stunden sollte kalkuliert werden. 
Die bundeseigene Liegenschaft der Botschaft ist von der Sackgasse Impasse Claudinette bei deren Einmündung in die Rue Borno aus zugänglich. Zur Rue Borno hin liegt das quadratische, eingeschossige, mit einem offenen Innenhof in der Art eines Atriums versehene Kanzleigebäude. Auf der anderen Seite des Grundstücks liegt leicht erhöht die im landestypischen Stil gebaute Residenz des Botschafters, die im Erdgeschoss den großzügigen amtlichen Teil und die Wirtschaftsräume sowie im ersten Obergeschoss die private Dienstwohnung enthält. Sowohl der repräsentative amtliche Teil als auch die Privaträume verfügen über weitläufige überdachte Außenbereiche.
Das Kanzleigebäude wurde unter Aufsicht von an der Botschaft Washington tätigen Beamten der Bundesbauverwaltung als Modellprojekt ausschließlich von örtlichen Unternehmen errichtet, als die frühere Kanzlei wegen einer Herabstufung der Botschaft zu einer Kleinstvertretung mit deutlich geringerem Raumbedarf aufgegeben wurde. Die Residenz wurde in den Jahren 2010/2011 generalsaniert. Auf dem Dach wurden Sonnenkollektoren installiert, um die Stromversorgung unabhängig von dem häufig gestörten Netz und an der Straßenseite vorhandenen Generatoren zu machen.

## Auftrag und Organisation
Die Botschaft Port-au-Prince hat den Auftrag, die deutsch-haitianischen Beziehungen zu pflegen, die deutschen Interessen gegenüber der Regierung von Haiti zu vertreten und die Bundesregierung über Entwicklungen in Haiti zu unterrichten.
Die Botschaft ist eine Kleinstvertretung, in der sich der Botschafter, unterstützt von einem entsandten Sachbearbeiter und einigen örtlich beschäftigten Mitarbeitern mit den Arbeitsbereichen Politik, und Kultur beschäftigt. Die Botschaft verfügt über ein Jahresbudget von einigen 10.000 Euro für Kleinstmaßnahmen der Entwicklungszusammenarbeit.
Rechts- und Konsularaufgaben werden von der Botschaft so gut wie nicht wahrgenommen. Zuständig ist die Botschaft Santo Domingo. In der Botschaft können deutsche Staatsangehörige, die dauerhaft in Haiti ansässig sind, lediglich Anträge auf Neuausstellung von Pässen einreichen, Ausfuhrbescheinigungen erhalten und Beglaubigungen vornehmen lassen. Die Botschaft Frankreichs hat es übernommen, Visa für die Einreise in den Schengen-Raum in den Fällen auszustellen, in denen Deutschland als Hauptreiseland oder Land der ersten Einreise zuständig wäre.
Ein Honorarkonsul der Bundesrepublik Deutschland ist in Cap-Haïtien bestellt und ansässig.

## Geschichte
Die Bundesrepublik Deutschland richtete am 23. September 1953 eine Gesandtschaft in Port-au-Prince ein, die am 4. November 1966 in eine Botschaft umgewandelt wurde. Die Botschaft wurde im Juni 2023 angesichts der um sich greifenden Bandenkriminalität und Gewalttätigkeiten aus Sicherheitsgründen zeitweise geschlossen. Der Botschafter Peter Sauer sowie sein ständiger Vertreter reisten am 10. März 2024 aus Sicherheitsgründen in die Dominikanische Republik aus.
Vom Ende des 19. Jahrhunderts bis 1910 war das Deutsche Reich in Haiti durch Gesandte vertreten.
Die DDR unterhielt zu keinem Zeitpunkt diplomatische Beziehungen mit Haiti.